# Olimp (Organisation)
Olimp war eine polnische Widerstandsorganisation gegen den Nationalsozialismus mit etwa 400 Mitgliedern, die von 1941 bis 1942 in Breslau aktiv war. Fast alle Mitglieder wurden von der Gestapo verhaftet, gefoltert und in verschiedenen Konzentrationslagern ermordet.

## Geschichte
Olimp wurde 1941 von Mitgliedern der polnischen Minderheit in Breslau und Polen aus Oberschlesien gegründet. Später kamen auch Polen aus Großpolen (Wielkopolska) hinzu, die als Zwangsarbeiter in der Stadt lebten, sowie Personen, die aus nahgelegenen deutschen KZ-Arbeitslagern geflohen waren. Einige Mitglieder hatten zuvor während des Deutschen Überfalls auf Polen gegen die Wehrmacht gekämpft.
Die Organisation hatte das Ziel, Informationen zu sammeln, Sabotageaktionen durchzuführen und Hilfe für polnische Zwangsarbeiter zu organisieren. Sie stand in Verbindung mit dem Kattowitzer Inspektorat der ZWZ (polnisch: Związek Walki Zbrojnej, Union des bewaffneten Kampfes), einer Vorläuferorganisation der Polnischen Heimatarmee. In einigen deutschen Quellen jener Zeit wird Olimp selbst als ZWZ bezeichnet.
Haupttreffpunkt der Verschwörer war eine Wohnung in der Jahnstraße 19, an der Kreuzung der heutigen Zelwerowicz- und Sokolnicza-Straße. Zu den Mitgliedern der Organisation gehörten Stanisław Grzesiewski, Rafał Twardzik, die Brüder Jan und Roman Wyderkowscy, Alojzy Marszałek, Edward Damczyk und Felicyta Podlakówna-Damczyk. Da sich die Wohnung über einem beliebten Restaurant befand, fiel das ständige Kommen und Gehen vieler Menschen nicht besonders auf. Der Name der Organisation stammte von der Lage der konspirativen Wohnung; diese befand sich im fünften Stock des Gebäudes und laut den Erinnerungen von Felicyta Damczyk hatte jemand schon früh kommentiert, dass „es bis zu diesem Ort so weit sei wie auf den Olymp!“. Da „Olimp“ der polnische Name für den Olymp ist, wurde der Name beibehalten.
Die Organisation half dabei, Polen zu verstecken, die von den Transporten in die Konzentrationslager geflohen waren, wie etwa nach Groß-Rosen. Die immer repressiveren Maßnahmen der deutschen Behörden gegen Polen veranlassten die Organisation, ihre Tätigkeit auszuweiten. Neben der Unterstützung von Verfolgten begann Olimp, Informationen über deutsche Truppenbewegungen sowie Bahn- und Wassertransporte zu sammeln und die Standorte deutscher Munitions- und Versorgungslager zu ermitteln. Die Mitglieder sammelten auch Dokumente über die Produktionsstätten der Linke-Hofmann-Busch GmbH und der Fahrzeug- und Motoren-Werke (Famo) und machten Fotos von Objekten mit strategischer Bedeutung. Viele der Informationen wurden von Zwangsarbeitern in verschiedenen deutschen Fabriken gesammelt, die sie an die Olimp-Aktivisten weitergaben. Die Berichte wurden zusammengestellt und an den polnischen Untergrund in Łódź und Krakau weitergeleitet, von wo aus sie über Wien und die Schweiz nach England geschickt wurden.
1942 erhielt die Breslauer Gestapo in Zusammenarbeit mit der Einheit in Kattowitz Informationen über die Organisation und ihre Aktivitäten. Es wurde eine Falle gestellt und etwa 400 Mitglieder verhaftet. Die Männer wurden in das Gefängnis in der Łąkowa-Straße gebracht, die Frauen in das Gefängnis in der Świebodzka-Straße. Beide Gruppen wurden von der Gestapo gefoltert, wobei einige der Mitglieder psychische Schäden erlitten. Nach einem halben Jahr Folter und Verhören wurden zwanzig Olimp-Mitglieder mit einem Todesurteil ins KZ Groß Rosen deportiert, vierzig nach Auschwitz-Birkenau und zehn nach Mauthausen. Diejenigen, die nicht zum Tode verurteilt waren, wurden für eine besonders harte Behandlung ausgewählt und fast alle starben kurz nach ihrer Ankunft in den Lagern, meist innerhalb eines Monats. Ein Olimpianer, Stanisław Ruciński, überlebte bis Mai 1944, weil die Gestapo glaubte, er sei im Besitz von Informationen über andere Untergrundeinheiten; daher ließ man ihn bis zum Abschluss der Ermittlungen am Leben.
Von der gesamten Organisation überlebten nur wenige. Maria Wyderkowska überlebte Auschwitz, ihr Schwager Jan konnte entkommen und schloss sich den antinazistischen Partisanen in der Region Lublin an. Felicyta Podlak und Edward Damczyk überlebten den Krieg ebenfalls und heirateten anschließend in einer Kirche in Wrocław. Der Initiative von Felicja ist es zu verdanken, dass in Wrocław ein Denkmal zu Ehren der Gruppe errichtet wurde.

## Denkmal

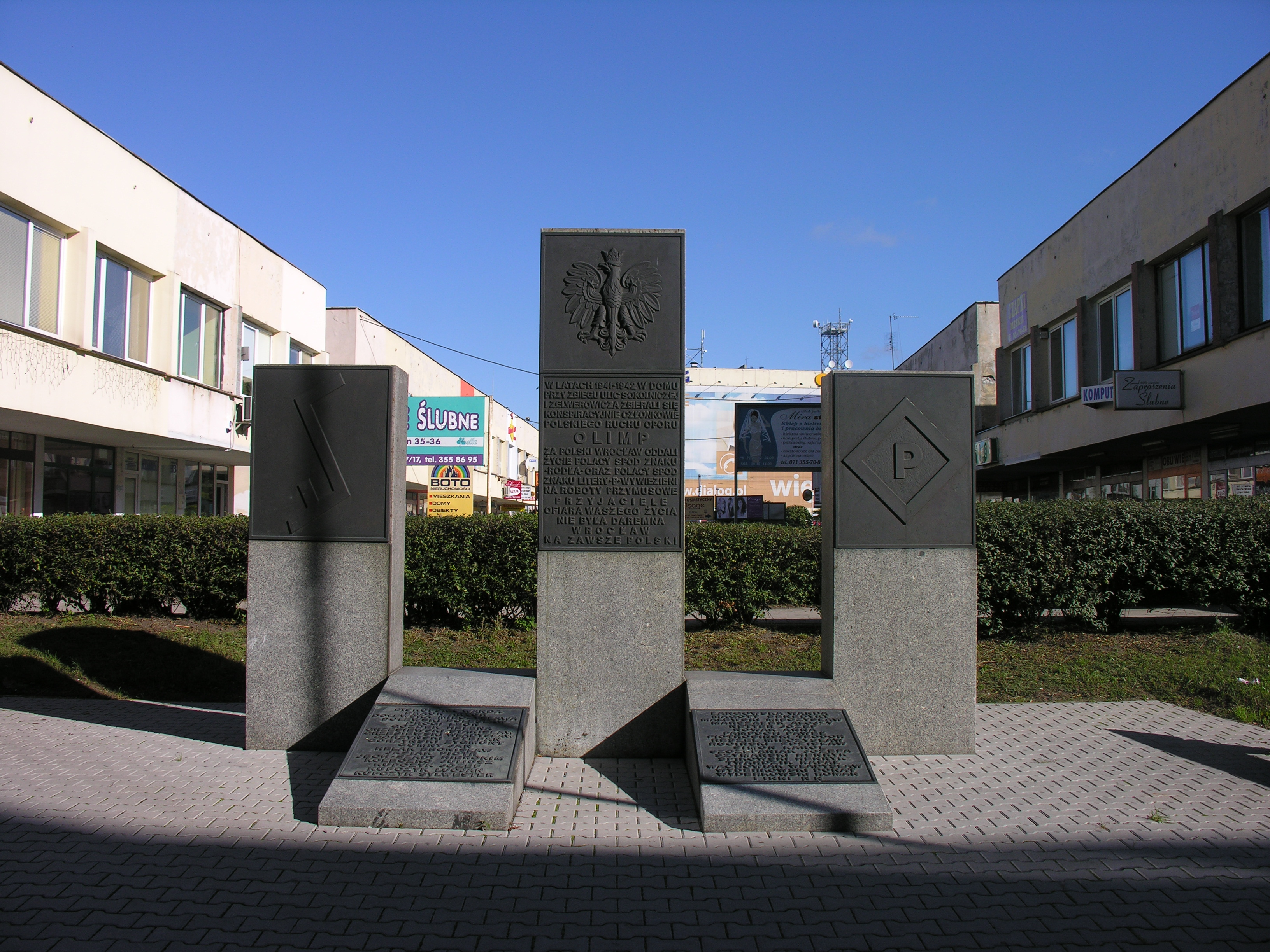
Denkmal für die Olimp-Organisation in Wrocław, an der Ecke Zelwerowicza und Sokolnicza-Straße.

Das Gebäude in der Aleksander Zelwerowicza 19 Straße, wo sich das Hauptquartier der Organisation befand, wurde während des Krieges zerstört. An dieser Stelle wurde 1989 ein Denkmal errichtet. Der Schöpfer des Denkmals ist Janusz Kucharski.
Inschrift des Denkmals:
In den Jahren 1941–1942 versammelten sich im Haus an der Ecke der Sokolnicza- und Zelwerowicza-Straße Mitglieder der polnischen Widerstandsgruppe Olimp im Geheimen. Polen aus Rodło und Polen mit dem Zeichen P wurden zur Zwangsarbeit deportiert und gaben ihr Leben für das polnische Wrocław. Freunde – euer Opfer war nicht vergebens – Wrocław bleibt für immer polnisch.
Da die unmittelbare Umgebung des Denkmals vernachlässigt wurde, stellte der Szczepin Housing Estate Council am 11. Mai 2005 das Denkmal unter ihre Verwaltung und gab Reinigungs- und Konservierungsarbeiten in Auftrag, um ihm sein früheres Aussehen zurückzugeben. Am Denkmal werden jedes Jahr lokalpatriotische Feierlichkeiten zum Gedenken an die deutsch-polnische Vorkriegsgemeinde und an die während des Krieges nach Deutschland deportierten Zwangsarbeiter veranstaltet. Es wird häufig im Rahmen von patriotischen und pädagogischen Veranstaltungen besucht.